# Der kleine Vampir
Der kleine Vampir ist der Titel einer Buchreihe, die ab 1979 von Angela Sommer-Bodenburg geschrieben wurde. Die Kinderbücher wurden über zwölf Millionen Mal verkauft und in über 30 Sprachen übersetzt. Die Abenteuer des kleinen Vampirs wurden auch in Form von Hörspielen, Comics, Spielfilmen, Fernsehserien und Musicals veröffentlicht.
Die Grundidee für die Geschichte des kleinen Vampirs stammt aus dem Jahr 1976, als Sommer-Bodenburg für ihre damalige Schulklasse kleinere Geschichten über die Abenteuer eines kleinen Vampirs und eines Menschenjungen schrieb.
Die Bücher handeln von der Freundschaft zwischen dem Menschenkind Anton und dem Vampirkind Rüdiger. Anton liebt Gruselgeschichten, besonders über Vampire, und so freunden sie sich schnell an, als Rüdiger ihn überraschend besucht. Antons Eltern dürfen jedoch nicht herausfinden, dass Rüdiger ein Vampir ist.
Nach und nach lernt Anton weitere Mitglieder aus Rüdigers Vampirfamilie kennen. So dessen jüngere Schwester Anna und den launenhaften älteren Bruder Lumpi. Anna ist hauptsächlich der Grund dafür, dass sich Anton so wenig für die Mädchen aus seiner Klasse interessiert. Vor allem die Klassenkameradin Tatjana, die im Nebenhaus wohnt, hat es Antons Mutter angetan. Aber Anton interessiert sich ausschließlich für Anna.
Für Spannung sorgen die nächtlichen Ausflüge Antons mit dem geliehenen Vampirumhang, aber auch die allnächtlichen Probleme, die die Vampire haben. So zum Beispiel Regen (für den es extra sogenannte Regenhäute aus Gummi gibt), Knoblauch, Umzug mit Sarg sowie das Katz-und-Maus-Spiel mit dem Vampirjäger Geiermeier.
Im Jahr 2015 erschien der letzte Band der Reihe, mit dem die Serie abgeschlossen wurde. Im Jahr 2024 erschien eine Neuauflage des Buches mit dem Titel „Der kleine Vampir: Dein Freund für immer“, für die ein neues Ende geschrieben wurde. Während Anton in der Originalversion beschließt, selbst ein Vampir zu werden, lehnt er dieses Angebot in der Neuauflage ab und bleibt ein Mensch.

## Hauptpersonen in den Büchern
Anton Bohnsack
Der neunjährige Anton geht in die dritte Klasse und liest gerne Gruselromane, am liebsten über Vampire, z. B. Geschichten von Sheridan Le Fanu oder Hugh Walpole. Er hat mit seinen beiden vampirischen Freunden zahlreiche Abenteuer zu bestehen und wird im Laufe der Zeit selbst immer mutiger. Durch seine Vampirfreunde lernt Anton immer mehr über deren Existenz. Anton ist ihnen gegenüber sehr loyal und hilfsbereit. So rettet er nicht nur Rüdiger und Anna aus zahlreichen Gefahren, sondern verhilft auch deren gefährlicher Verwandtschaft dazu, heil mit dem „Leben“ davonzukommen. Natürlich hat er durch seine Bekanntschaft mit den Vampiren Ärger mit seinen Eltern. Als diese ihn eines Tages zu einem Psychologen schleppen, schafft Anton es, dass auch sie zu einer Ehetherapie gehen müssen. Dieser Ehetherapie hat Anton später seinen Rumänienurlaub zu verdanken. Doch am Ende muss Anton erkennen, wie gefährlich es sein kann, mit Vampiren befreundet zu sein, als er während einer Vampirfeier von Rüdigers Freundin Olga angefallen und gebissen wird.
Rüdiger von Schlotterstein
Der kleine Vampir Rüdiger wurde am 18. Oktober 1810 geboren und mit zehn Jahren zum Vampir. Zusammen mit Anton feiert er seinen elften Geburtstag. Durch sein anstrengendes Dasein ist er meist auf sich selbst und seinen eigenen Vorteil bedacht; trotzdem lässt er seine Freunde nie im Stich. Er zeigt Anton die Welt der Vampire und unternimmt mit ihm etwas, so oft er nur kann. Der kleine Vampir ist in Olga von Seifenschwein verliebt, doch diese erhört ihn nicht und nutzt ihn nur aus. Vor seinem großen Bruder Lumpi hat er viel Respekt und er versucht ihm nachzueifern. Zwischen seiner Schwester Anna und ihm herrschen die typischen Geschwisterstreitigkeiten. Als Rüdiger mit seiner Familie nach Rumänien zurückkehrt, setzt Graf Dracula durch, dass Rüdiger bei ihm in die Lehre gehen muss. Nach Deutschland zurückgekommen, ist Rüdiger nun offensichtlich sehr stolz, dass seine kleine Schwester Anna zur Nachfolgerin von Elisabeth der Naschhaften auserwählt wurde.
Anna von Schlotterstein
Anna ist die kleine Schwester von Rüdiger und Lumpi und wurde am 18. Dezember 1812 geboren. Sie wurde im Alter von neun Jahren zum Vampir, nachdem sie von ihrem Großvater gebissen wurde. Ihr Beiname ist anfangs „Anna die Zahnlose“, da sie noch keine richtigen Vampirzähne hat und sich von Milch ernähren muss. Sie ist in Anton verliebt und versucht, nicht komplett zu einem Vampir zu werden, was sie aber nicht verhindern kann. Da sie die Vernünftigste der Vampirkinder ist, sich aber trotzdem als Kleinste einiges zutraut, bekommt sie den Beinamen „die Mutige“. Als ihre Familie nach Rumänien zurückkehrt, ist Anna nun gezwungen aus Milchmangel Blut zu trinken und dadurch zu einem richtigen Vampir zu werden. Sie geht mit ihren Geschwistern bei Graf Dracula in die Lehre, überwirft sich aber rasch mit diesem. Die Folge ist, dass die gesamte Familie bei Dracula in Ungnade fällt. Tante Dorothee wird mit den Kindern nach Deutschland zurückgeschickt. Dort wird Anna nach neuen Abenteuern vom Obervampir Elisabeth der Naschhaften zu ihrer Nachfolgerin bestimmt.
Lumpi von Schlotterstein
Lumpi, mit Beinamen „der Starke“, ist der große Bruder von Anna und Rüdiger. Er wurde am 18. Juni 1806 geboren und mit 14 Jahren zum Vampir. Da er mitten in der Pubertät war, hat er deswegen auch oft ein wechselhaftes Temperament. Er ist teilweise sehr aufbrausend und macht sich einen Spaß daraus, Anton immer wieder in Angst und Schrecken zu versetzen. Dennoch möchte auch Lumpi, dass der Mensch Anton sein Freund wird. Lumpi ist Mitglied einer Vampir-Männergruppe, die er mit seinen Freunden Jörg dem Aufbrausenden und Waldi dem Bösartigen gegründet hat. In dieser Männergruppe herrscht ein ständiger Wettbewerb, wer der bessere Vampir ist oder wer die längsten Fingernägel hat. Später gründet Lumpi mit seinem Bruder Rüdiger einen Männer-Musikverein, dem sich auch der Mensch Anton anschließen soll. Doch in Rumänien zeigt sich Lumpi Anton gegenüber von einer ganz anderen Seite, als er diesen bei der „Wiedervereinigungsfeier“ der Schlottersteins vor seinen Verwandten schützt. Doch als wider Erwarten Graf Dracula auftaucht, ist Lumpi ganz in dessen Bann. Er geht mit seinen Geschwistern mit dem Grafen auf die Wanderschaft. Doch wegen Anna muss Lumpi wieder nach Deutschland. Seine Tante Dorothee und die Geschwister begleiten ihn. Er freundet sich mit dem Friedhofsgärtner Schnuppermaul an. Doch als Antons Bücherei in Zusammenarbeit mit Geiermeier und Schnuppermaul einen nächtlichen Abenteuerausflug auf den Friedhof machen, versucht Lumpi nun Schnuppermaul zu beißen. Aber dennoch will er sich später mit diesem versöhnen und die Freundschaft wieder aufleben lassen.
Tante Dorothee
Dorothee von Schlotterstein-Seifenschwein ist die Tante von Rüdiger, Anna und Lumpi. Sie ist einer der blutrünstigsten Vampire und die Einzige, die sich etwas um die Vampirkinder kümmert. Dabei fungiert sie oft als strenge Gouvernante, die den Kindern oft hinterher spioniert. Dorothee ist Witwe, da ihr letzter Ehemann, Theodor von Seifenschwein, vom Friedhofswärter Geiermeier vernichtet wurde. Deswegen ist sie immer auf Männerfang. Sie war bereits mehrfach verheiratet. So war auch der Edelmann Einhart von Einfalt einer ihrer Männer, den sie zu Tode ärgerte. Dorothee verliebt sich in Igno von Rant, der sich kurz vor der Verlobung allerdings als Betrüger herausstellt. Als die Familie nach Rumänien zurückkehrt, verliebt sie sich während einer Familienfeier in Graf Dracula. Doch muss sie mit den Vampirkindern wieder nach Deutschland zurückkehren, da die Familie dank Anna bei dem Grafen in Ungnade fiel. Ihre Verwandten versuchen, Dracula wieder umzustimmen. Um Rüdigers Geburtstag ungestört feiern zu können, verkuppelt Vampirfreund Anton schließlich seinen Tanzlehrer, Herrn Schwanenhals, mit Dorothee. Zu aller Erstaunen verlieben sich Tante Dorothee und Herr Schwanenhals ineinander und Dorothee führt diesen, nachdem sie den Tanzlehrer gebissen hatte, auch offiziell in die Vampirgemeinschaft ein.

## Nebenpersonen in den Büchern
Antons Eltern
Helga Bohnsack ist Antons Mutter. Sie ist Lehrerin und glaubt nicht an Vampire. Sie ist zwar genervt und besorgt über die Vampirmanie ihres Sohnes. Deswegen reagiert sie auch oftmals streng. Doch als Antons Vater nach einer Party einmal seinen Sohn und Anna fotografiert und diese anschließend nicht auf dem Foto zu sehen ist, wird sie aufmerksam. Ihr werden Antons neue Freunde plötzlich unheimlich und sie glaubt nun, dass Anna und Rüdiger tatsächlich Vampire sind. Antons Vater, der Antons Freunde zwar für seltsam, aber nicht für Vampire hält, kann die Lage aber etwas entschärfen und so schickt Antons Mutter diesen schließlich zu einem Psychologen.
Anton Bohnsack ist Antons Vater. Sohn Anton findet es doof, dass sein Großvater, der Vater und er denselben Vornamen haben. Antons Vater arbeitet in einer Versandfirma und nimmt die Vampirfanatik seines Sohnes nicht ganz so ernst. Er ist oft der Ruhepol bei den Auseinandersetzungen zwischen Anton und seiner Mutter. Oft zu Späßen aufgelegt, versucht er auch mit Anton viel zu unternehmen. Antons Vater schwärmt für alles Abenteuerliche, und so unternimmt er mit seinem Sohn in den Frühjahrsferien einen Abenteuerurlaub ins 50 km entfernte Jammertal und etwas später, in den Sommerferien, mit der gesamten Familie einen Urlaub nach Siebenbürgen.
Friedhofswärter Geiermeier
Hans-Heinrich Geiermeier hat sich das Ziel gesetzt, alle Vampire auf dem Friedhof zu vertreiben und den verwilderten Friedhofsteil in einen Park zu verwandeln. Er ist ständig übellaunig und stinkt nach Knoblauch, den er in Unmengen verzehrt. Bei allem und jedem ist er misstrauisch. Sein Gehilfe Schnuppermaul wird von ihm meist schlecht behandelt. Trotz eines Herzinfarktes hört Geiermeier nicht mit seiner Vampirjagd auf, sondern spannte einen Vampirforscher in seine finsteren Pläne ein. Als dieses nicht klappt, beschließt Geiermeier, den Vampiren eine raffinierte Falle zu stellen. Schnuppermaul und er veranstalten mit der Stadtbücherei einen nächtlichen „Gruselausflug“ für Kinder … die Kinder sind ihre Köder für die Vampirjagd. Sein Plan geht auf, da die Vampire einige Kinder entführen können. Doch diese werden von den Vampirkindern und deren menschlichen Freund befreit. Geiermeier und Schnuppermaul werden von den Vampiren gefangen genommen und im Zoo an einem Baum gehängt. Doch später hat Geiermeier Probleme mit der Polizei, da diese ihm den Vampirüberfall auf die Kinder nicht abnimmt.
Friedhofsgärtner Schnuppermaul
Der einfältige Wolf-Rüdiger Schnuppermaul kommt aus Stuttgart und ist der Gehilfe Geiermeiers. Seine größte Sorge ist, dass er sich bei den nächtlichen Vampirjagden schmutzig machen oder sich erkälten könnte. Er freundete sich später sogar mit Lumpi an. Mit diesem, Rüdiger, Anna und Anton feiert Schnuppermaul sogar einen „Vampir-Fasching“. Dafür nimmt er den „Vampirnamen“ Wölfchen der Kinderliebe an. Als Geiermeier und er eine Falle für die Vampire stellen (sie veranstalten in Zusammenarbeit mit der Stadtbücherei einen nächtlichen „Gruselausflug“), wird er fast von seinem Freund Lumpi den Starken gebissen und muss erkennen, dass Lumpi doch ein echter Vampir ist. Schnuppermaul freut sich aber, als sich Lumpi über Anton bei ihm entschuldigt und beschließt, wieder Lumpis Freund zu sein. Ein paar Nächte später sprechen sich Lumpi und Schnuppermaul auf einer Friedhofsbank aus und erneuern ihre Freundschaft.
Psychologe Schwartenfeger
Eigentlich sollte Dr. Jürgen Schwartenfeger ja Antons Vampirfanatismus heilen. Aber der Psychologe hat ein umfangreiches Programm entwickelt, mit dem er Vampire vor der Angst vor dem Sonnenlicht heilen will, und ist daher selbst stark an ihnen interessiert. Anton gegenüber behauptet er, er hätte einen Vampir als Patienten. Um sicherzugehen, dass sein Programm funktioniert, braucht er aber noch einen Vampir als Patienten. So lässt er sich über Anton den kleinen Vampir Rüdiger vermitteln und gibt diesem einige Probestunden.
Igno von Rant
Igno von Rant ist ein Patient von Dr. Jürgen Schwartenfeger. Obwohl er auf Dr. Schwartenfeger und Anton wie ein Vampir wirkte, bestritt er aber, ein Vampir zu sein. Aber nach einigen Behandlungen bei Dr. Schwartenfeger konnte sich Igno von Rant bereits auch tagsüber außerhalb seines Sarges aufhalten. Er macht schließlich Tante Dorothee einen Heiratsantrag, um in die Familiengruft zu gelangen. Später fand Anton jedoch durch eine zufällige Beobachtung heraus, dass Igno von Rant ein Mensch war, der mit richtigem Namen August Piepenschnurz heißt und vermutlich Professor für „Vampirologie“ ist. Anton hatte die ganze Zeit einen Verdacht gegen Igno von Rant und bezweifelte von Anfang an, ob er wirklich ein Vampir war. Rüdiger und Anna waren jedoch so verblendet, dass sie nichts gemerkt hatten und Anton nur „Eifersucht“ vorwarfen. Ferner erkannte Anton, dass Professor Piepenschnurz mit Friedhofswärter Geiermeier zusammenarbeitete und von diesem die Informationen über die Vampire erhalten hat. Geiermeier selbst kontaktierte den Professor nur per Post, da er zu diesem Zeitpunkt wegen eines zuvor erlittenen Herzinfarktes im weit entfernten Teufelsbrück in einem Kurhotel untergebracht war.
Olga, Fräulein von Seifenschwein
Olga ist die Nichte von Onkel Theodor und Tante Dorothee. Sie wohnte einst in einem transsilvanischen Schloss, dem das Schloss Graf Draculas benachbart war. Sie wurde in ihrem Kindersarg Zeuge, wie die Eltern von Vampirjägern vernichtet und ihr Schloss von diesen niedergebrannt wurde. Olga hat deswegen immer noch ein Trauma und fürchtet nichts so sehr, wie laute Schläge gegen eine Tür.
Olga ist aufgrund ihrer noblen Herkunft sehr hochnäsig, arrogant und benutzt andere gerne für ihren Vorteil. Da Olga für die üblichen Vampirverhältnisse besonders hübsch ist und sich auch darauf einiges einbildet, versucht sie, Anton für sich zu gewinnen. Sie spielt die Vampirkinder und Anton gegeneinander aus, und zwischen Anna und Olga herrscht gerade deswegen auch eine offene Feindschaft. Rüdiger, der in sie verliebt ist, wird von ihr nur für ihre persönlichen Zwecke ausgenutzt. Dennoch gelingt es Olga eines Abends, den Menschen Anton zu beißen, wodurch sie ungewollt den Bruch zwischen Rüdiger und sich herbeiführt.
Die Schlottersteins
Die restlichen Familienmitglieder der von Schlottersteins treten unregelmäßig in den Büchern in Erscheinung; meistens sieht Anton nur ihre Särge in der Gruft. Sabine die Schreckliche ist das Oberhaupt der Familie. Sie und ihr Ehemann, Wilhelm der Wüste, sind die Großeltern von Rüdiger, Anna und Lumpi. Die Eltern der Vampirkinder sind Ludwig der Fürchterliche und Hildegard die Durstige. Brunhilde von Fledderzahn ist eine schwerhörige Großtante, die in Rumänien lebt und zu der die Schlotterstein-Familie wieder kurzzeitig zurückzieht.
Weitere Nebenpersonen
Jörg der Aufbrausende und Waldi der Bösartige sind die besten Freunde von Lumpi. Gemeinsam sind sie in einer Männergruppe, einem Musikverein und veranstalten regelmäßig Kegelturniere oder eine Nagelkür.

## Handlung der Bücher
1 Der kleine Vampir
Anton Bohnsack ist an einem Samstagabend alleine zuhause. Als er aus der Küche kommt, bemerkt er, dass sich in sein Zimmer ein Vampir eingeschlichen hat. Rüdiger, der kleine Vampir, freundet sich mit Anton an. Es ist für Anton erstaunlich, denn der Vampir gesteht ihm gegenüber seine Angst vor der Dunkelheit und seine Vorliebe für gruselige Vampirgeschichten ein. Anton verleiht daraufhin sein Lieblingsbuch Dracula an den Vampir. Rüdiger bringt Anton dann wenig später auch einen Vampirumhang mit, damit beide Ausflüge machen und Abenteuer bestehen können. Eines Abends stellt Rüdiger ihm auch seine kleine Schwester Anna vor. Anton wird von Rüdiger eingeladen, die Gruft der Familie von Schlotterstein zu besuchen, den Unterschlupf der Vampire. Dort lernt er auch Lumpi den Starken kennen, den großen Bruder der beiden Vampirkinder. Anton erlebt jedoch in der Gruft einen jähzornigen Wutausbruch Lumpis und hat seitdem eine Heidenangst vor diesem. In der Gruft erwischt ihn auch beinahe Tante Dorothee, die sein Blut gerochen hat. Anton versteckt sich in Rüdigers Sarg, während dieser versucht die Tante aus der Gruft zu locken.
Antons Eltern möchten gern den neuen Freund ihres Sohnes kennenlernen. So nötigen sie Anton das Versprechen ab, Rüdiger für den kommenden Mittwoch zum Tee einzuladen. Anton zieht sich insofern aus dieser Lage, in dem er Udo Holzapfel, einen Schulfreund, zu sich einlädt. Anton leiht ihm den Vampirumhang und Udo erscheint dann auch am Mittwoch verkleidet. So vertritt Udo dann den Vampir Rüdiger. Die Lage wird aber dann schnell brenzlig, als Antons Vater auftaucht: Udo bricht urplötzlich nach Hause auf. Auf die Frage Antons, warum er so schnell aufbricht, antwortet er, dass Antons Vater der Arbeitskollege seines Vaters sei. Einen Abend später, Anton kommt von einem Ausflug mit Anna nach Hause zurück, wird er von seinen Eltern zur Rede gestellt. Antons Vater hatte wider Erwarten Udo doch erkannt. Da muss Anton gestehen, dass er sich nicht traute, Rüdiger nach Hause einzuladen. Die Bohnsacks laden Antons neue Freunde erneut ein und es wird ein ungewöhnlicher Abend, denn Anna und Rüdiger erscheinen nun schlecht geschminkt in ihren Vampirumhängen.
Nach dem Besuch erklärt Antons Mutter, dass ihr Rüdiger und Anna unheimlich seien und dass sie durchaus Vampire sein könnten. Antons Vater entschärft die Lage etwas, in dem er die Mutter überzeugt, dass es nur zwei Kinder seien, die sich gerne außergewöhnlich verkleiden.
2 Der kleine Vampir zieht um
Der kleine Vampir wurde aus der Gruft geworfen, weil Tante Dorothee herausfand, dass er Kontakt zu Menschen hat. Rüdiger nötigt Anton mit Hilfe seines Bruders Lumpi, dass er im elterlichen Keller seinen Sarg aufstellen darf. Für Anton beginnt eine anstrengende Zeit, denn er muss nicht nur seine Eltern davon abhalten, dass sie den Keller betreten, sondern bekommt auch mit den Nachbarn Probleme, die den strengen Geruch von Rüdiger wahrnehmen. Eines Nachts findet in der Ruine im Jammertal ein großes Fest der Vampire statt. Anton besucht den Ball als Vampir verkleidet und dementsprechend geschminkt. Dort wird er von Rüdiger nun als italienischer Vampir namens „Antonio Bohnsackio der Düstere“ vorgestellt und lernt so einiges über die ungewöhnlichen Festivitäten der Vampire, wie zum Beispiel einem Duft-Wettbewerb, bei dem ermittelt wurde, welcher Vampir am stärksten duftet. Niemand merkt auf dem Fest, dass Anton ein Mensch ist. Anton sieht dort auch einen großen, grobschlächtigen Vampir, der ihm vor allem wegen seines kahlgeschorenen Schädels auffällt: Jörg den Aufbrausenden. Dieser stellt sich später als bester Freund Lumpis heraus und ist auch dessen großes Vorbild. Als Anna und Anton später im Burggarten spazieren gehen, fällt er fast Tante Dorothee in die Hände.
Eine neugierige Nachbarin, Frau Puvogel, beschwert sich beim Hausmeister, dass es im Keller „… und dort besonders vor dem Keller der Bohnsacks!“ stinkt. Es wird nun langsam brenzlig für Anton und seine Freunde. Er beschließt nun Anna auf dem Friedhof aufzusuchen. Dort wird er erneut fast von Tante Dorothee gebissen und wieder einmal von Anna im letzten Augenblick gerettet. So flüchten beide in Antons Schule, wo sie sich in Antons Klasse verstecken und dort erfährt Anton, dass das Gruftverbot aufgehoben wurde. Rüdiger darf wieder in die Familiengruft einziehen.
Die beiden Kinder tragen Rüdigers Sarg bis zum Friedhof. Beim Versuch diesen über die hohe Friedhofsmauer zu heben wird Anna versehentlich von Anton am Knöchel verletzt. Weinend und wütend verlässt Anna Anton und trägt den Sarg allein in die Gruft. Wieder zu Hause angelangt merkt Anton, dass Anna für ihn eigentlich mehr als nur eine Freundin ist … will es sich in diesem Augenblick aber nicht eingestehen.
Einen Abend später besucht ihn Rüdiger und fragt Anton in Annas Namen, ob er ihr noch böse sei. Als Anton dieses verneint, kommt Anna ins Zimmer geflogen und versöhnt sich wieder mit ihm.
3 Der kleine Vampir verreist
Die Bohnsacks wollen ihren Urlaub auf einem Bauernhof verbringen. Da Anton diese Vorstellung nicht sehr gefällt, überredet er den kleinen Vampir mitzukommen. Das geht schließlich leichter als Anton sich gedacht hatte: Auf Annas Vampirtag erfährt Anton, dass sich Rüdiger eine Zeit vor dem besten Freund Lumpis, Jörg dem Aufbrausenden, verstecken muss. Aber Anton erlebt in der Gruft erneut einen rasenden Wutausbruch Lumpis, als dieser sich beim Spiel „Blinde-Kuh“ einen Fingernagel abbricht und ihm Rache schwört.
Die Kinder entschließen sich, Rüdiger als Mensch zu verkleiden und den Sarg in Geschenkpapier zu verpacken. Dann sollen Anton und Rüdiger mit dem Zug zum Ferienort fahren. Anton besorgt von seinem Taschengeld die Fahrkarten und bringt Rüdiger am betreffenden Abend sein Tirol-Kostüm mit. Anton wollte Rüdiger eigentlich seine neue Jeans und ein Hemd mitbringen, aber seine Mutter hatte diese in Antons Koffer gepackt und verschlossen. So blieb nur noch der Tiroler für Rüdiger übrig. Dann brechen die Kinder zum Bahnhof auf. In einem Kiosk bekommt Anton noch eine Rolle Schrankpapier geschenkt, so dass die Kinder nun auch den Sarg verpacken können. Als Anna sich liebevoll von ihm verabschiedet, merkt Anton, wie eifersüchtig Rüdiger auf die Freundschaft Antons mit Anna reagiert.
Im Zug machen Rüdiger und Anton auch die Bekanntschaft einer gesprächigen Dame namens Frau Giftich, die wegen ihrer schlechten Augen und der verlegten Brille Rüdiger nicht sofort als Vampir erkennt. Nach dem Frau Giftich ihre Brille dank des Schaffners wiedergefunden hat und Rüdiger als Vampir erkennt, fällt sie in Ohnmacht. Anton und Rüdiger müssen nun den restlichen Weg zum Bauernhof zu Fuß gehen.
4 Der kleine Vampir auf dem Bauernhof
Der Urlaub auf dem Bauernhof verspricht für Anton aufregend zu werden. Doch dem kleinen Vampir ist die fremde Umgebung mit Hühnern und Schweinen ziemlich unbehaglich. Er kann sich lediglich von Eiern ernähren, die er nachts aussaugt. Das wird von der Bäuerin, Frau Hering, bemerkt und sie macht Anton für diese Streiche verantwortlich. Als Anton aber alles abstreitet, bestellt Frau Hering den Dorfarzt auf den Hof. Durch die Bauerntochter Johanna erfährt Anton, dass sich dieser Dorfarzt auffallend für Vampire interessiert. Am Abend taucht Dr. Stöbermann mit seinem Hund auf und Anton kann diesen noch rechtzeitig in den Pferdestall locken, in dem er behauptet, dort einen großen schwarzen Mann gesehen zu haben. Doch beschließen nun Antons Eltern, mehr mit ihrem Sohn zu unternehmen. Aber nach einer Nachtwanderung ist Anton krank und die Eltern holen den Dorfarzt Stöbermann. Bei einem nächtlichen Ausflug ins Nachbardorf werden Rüdiger und Anton durch ein junges Bauernpaar mit zwei Ferienkindern aus Berlin verwechselt. Die beiden können sich nur knapp aus dem Staub machen und zerstreiten sich auf dem Weiterflug. Nachdem Rüdiger sich wieder an den Eiern zu schaffen gemacht hatte, taucht Stöbermann erneut mit seinem riesigen Hund auf dem Hof auf. Als Anton Rüdiger warnen will, trifft er diesen jedoch beim Packen an. Durch Anna, die an diesem Abend zu Besuch ist, hatte Rüdiger erfahren, dass sich mit Lumpi mit Jörg dem Aufbrausenden gestritten hatte und dieser nun aus der Gruft ausgezogen ist. Aber vor dem Rückflug will Rüdiger sich unbedingt erst mit Menschenblut stärken und Anna und Anton sollen ihm nun bei der Suche nach einem Opfer helfen. Dabei gerät der kleine Vampir ausgerechnet in das Haus des vampirkundigen Dorfarztes Stöbermann und wird von diesem gefangen. Nur mit Mühe und List kann Rüdiger von Anton befreit werden. Von seinem Abenteuer mit dem kleinen Vampir kann Stöbermann Antons Eltern aber nichts erzählen, da die Familie Bohnsack selbst am nächsten Morgen wieder in die Stadt zurückfährt.
 5 Der kleine Vampir und die große Liebe
Anton kommt von seinem Töpferkurs nach Hause. In der Küche trifft er seinen Vater an, der ihn darauf aufmerksam macht, dass ein „geheimnisvoller Besuch“ in seinem Zimmer wartet. Anton ist sehr durcheinander, da er nicht weiß, wer der Besuch ist. Er ist erleichtert, als er in seinem Zimmer das Vampirmädchen Anna trifft. Diese ist jedoch sehr aufgebracht: Ihre hochnäsige Cousine Olga von Seifenschwein aus Transsylvanien ist zu Besuch gekommen und in die Gruft Schlotterstein eingezogen. Ihr Bruder Rüdiger verliebte sich prompt in Olga und ist ihr nun regelrecht hörig. Auch Tante Dorothee tut alles, was in ihrer Macht steht, um der verwöhnten Nichte den Aufenthalt so angenehm wie möglich zu gestalten, da sie Olgas letzte noch „lebende“ Verwandte ist.
Später nötigt Olga sogar Anton, in seiner Wohnung eine Party – eine „Transsylvanische Nacht“ – zu veranstalten. Doch das Fest gerät schnell völlig aus den Fugen: Olga und Rüdiger verwandeln das Wohnzimmer der Bohnsacks in ein Schlachtfeld. Anna gelingt es mit einem Trick, Olga, und damit auch ihren Bruder Rüdiger, aus Antons Wohnung zu vertreiben. Als Antons Eltern unerwartet früher nach Hause kommen und die Unordnung sehen, ist das Desaster komplett. Hinzu kommt, dass Antons Vater Anna und Anton fotografiert. Anna ergreift, vom Blitzlicht geblendet, verschreckt die Flucht. Doch ahnt sie noch nicht, welche Folgen dies mit sich bringt.
Einen Abend nach der Party besucht Anna Anton bei strömendem Regen. Sie erzählt ihm, dass Olga Hals über Kopf aus der Gruft verschwunden sei und Rüdiger seinen Lebenswillen verloren habe. Beide machen sich zum Friedhof auf, wo sie Rüdiger unter einer Trauerweide finden. Während Anna sich zurückzieht, erklärt Anton seinem Freund Rüdiger, dass Olga nach Paris aufgebrochen sei, um dort einen Vetter zu besuchen. Das stimmte zwar nicht, da sich Anton die Geschichte nur ausgedacht hatte, sie hilft aber Rüdiger über seinen Liebeskummer hinwegzukommen.
6 Der kleine Vampir in Gefahr
Friedhofswärter Geiermeier und sein Gehilfe Schnuppermaul haben es endlich geschafft: Die beiden erhalten von der Stadt einen Zuschuss von 5000 DM für „Verschönerungsarbeiten“ auf dem Friedhof. Nun soll der verwilderte Teil des Friedhofes, auf dem die Vampire hausen, in einen Park umgestaltet werden. Für die Vampire bedeutet das, dass sie die Gruft verlassen müssen. Und gerade in dieser schweren Zeit ist Anna erkrankt. Sie hat nach Antons Party eine Augenentzündung zurückbehalten. Bei dem Versuch, die Gruft vor den Friedhofgärtnern zu schützen wird Anton von diesen aber erwischt. Nach dem Anton Geiermeier noch einmal entwischen konnte, besucht er Anna in der Gruft und diese nötigt ihrerseits Anton das Versprechen ab, so schnell wie möglich „Teufelstränen“ zu besorgen. In dieser Nacht lernt Anton durch Anna auch den geheimen Notausgang der Vampire kennen, der im Sarg Onkel Theodors beginnt und in einem alten Brunnen endet.
Antons Eltern haben inzwischen das Party-Foto entwickeln lassen und bemerken, dass nur Anton darauf zu sehen ist. Anna fehlt auf dieser Aufnahme. Aus Sorge, dass Antons seltsame Freunde tatsächlich Vampire sein könnten, schicken sie ihn zu seiner Hausärztin Frau Dr. Dösig, wo er sich untersuchen lassen muss und sich dort die Augentropfen für Anna verschreiben lässt. Unter dem Vorwand noch für ein Sportfest üben zu müssen, rennt Anton am Abend los um Anna die Augentropfen zu übergeben. Dabei fällt er Lumpi in die Arme, der ihn hypnotisieren und beißen will. Anton kann sich gerade noch retten, in dem er Lumpi die Flasche mit den Augentropfen in den Mund steckt.
Aber es kommen neue Probleme auf Anton zu: Seine Hausärztin konnte nichts finden und vermutet nun „seelische Probleme“ bei ihm; sie überweist Anton zu einem Psychologen. In einer späteren nächtlichen Aktion, bei der Anton Geiermeier und Schnuppermaul ablenken kann, ziehen die Vampire mit ihren Särgen in die Ruine im Jammertal um.
7 Der kleine Vampir im Jammertal
Schließlich ist Weihnachten und Anton erhält einen Gutschein für einen Abenteuerurlaub. Sein Vater erlaubt es ihm, sich den Ort zum Zelten selbst auszusuchen. Klar dass er sich für das Jammertal, dem neuen Wohnort der Vampire entscheidet. Etwas später besucht ihn Anna und auch sie macht Anton ein Geschenk: Sie hat aus Friedhofsrosen ein neues Parfum entwickelt und dieses Mufti Ewige Liebe genannt. Sie schenkt Anton ein Fläschchen mit den Worten, dass man sich mit Mufti Ewige Liebe nie wieder einsam fühlen wird.
Doch kurz vor dem Reiseantritt beschließt die Mutter plötzlich zu Hause zu bleiben. Und so verreisen nur Anton und der Vater. Gemeinsam wohnen beide in der „Wolfshöhle“, einer kleinen Höhle in der Nähe der Burgruine. Am nächsten Tag erkunden Anton und dessen Vater nun die Burgruine. Während Antons Vater in der Ruine sich mit der alten Orgel beschäftigt, schleicht sich Anton in den Keller. Dort findet er das Versteck der Vampirfamilie. Aber es zu seinem Entsetzen fehlt jedoch ein Sarg. Besorgt und aufgeregt öffnet er nun die Särge nacheinander. Unterdessen verletzt sich Antons Vater schwer an der Orgel. So muss Anton wieder nach oben, ohne dass er nun die Zeit hatte, den Sargdeckel von Hildegard der Durstigen richtig zu verschließen. Einen Abend später trifft er Rüdiger. Dieser erzählt Anton, dass in der neuen Vampirgruft bemerkt wurde, dass jemand fremdes dort war und Anna nur mit einer Lüge den Verdacht auf sich lenken konnte. Rüdiger lädt Anton nun ein, ihn zu einem Kegelabend mit Lumpi und Jörg dem Aufbrausenden im alten Landgasthaus Zum Jammerlappen zu begleiten. Nach dem Anton Rüdiger in das „Geheimnis des Kegelns“ (man muss die Kugel rollen!) eingeweiht hat, kann Rüdiger seine Vampirfreunde tatsächlich schlagen und das Kegelturnier gewinnen. Als Belohnung für seinen Sieg verspricht Rüdiger Anton, aus der Familienchronik vorzulesen. Zufrieden kehrt Anton zu seinem Vater in die Wolfshöhle zurück.
8 Der kleine Vampir liest vor
Antons Vater hat wegen seiner verletzten Hand die Mutter ins Jammertal geholt. Anton muss mit seiner Familie ins Freudental umziehen. Natürlich hat er dazu keine Lust. Aber nachdem er erfährt, dass Freudental in unmittelbarer Nachbarschaft zum Jammertal liegt und dieses in nur 20 Minuten von dort zu erreichen ist, stimmt Anton schließlich zu.
In Freudental angekommen, stellt Anton im Obstgarten sein Zelt auf. Und am Abend bricht er ins Jammertal auf. Doch auf seinem Weg zu Rüdiger trifft Anton auf Lumpi, der nun auch Antons „Kegeltricks“ wissen will. Er erklärt Anton, dass sich Jörg der Aufbrausende und er wegen Rüdigers Sieg zerstritten hätten. So gehen beide zum Gasthaus und beginnen mit der Kegelstunde für Lumpi. Doch dummerweise bricht sich dieser – so kurz vor der Nagelkür – einen seiner Fingernägel ab und macht Anton dafür verantwortlich. Mit der Drohung, dass er sich nun etwas einfallen ließe, was Anton nie wieder vergessen würde, macht er sich davon und lässt Anton allein im Gasthaus zurück. Mit den Nerven fertig macht sich Anton nun auf den Weg ins Freudental zurück.
Rüdiger schafft es zwischenzeitlich, seine Großmutter dazu zu überreden, dass er offiziell nun die alte Familienchronik der Familie von Schlotterstein lesen darf und so reif und weise wie ein erwachsener Vampir zu werden. Einen Abend später liest der kleine Vampir Anton in der verfallenen Burgkapelle aus der Familienchronik vor. Er berichtet über jene Ereignisse, bei denen Anton den Vampiren geholfen hat, aber Rüdiger alle Taten als die seinen ausgegeben hat. Dabei wird Rüdiger auch wieder an seine unglückliche Liebe zu dem Vampirfräulein Olga erinnert. Zuvor beobachtete Anton jedoch ein Streitgespräch zwischen den Großeltern des kleinen Vampirs, bei dem es um die Andenken von Graf Dracula ging.
Rüdiger liest Anton nun einige Abende später die Geschichte Olgas vor und Anton beginnt zu verstehen, warum diese so eigennützig geworden ist. Von Anna erfährt er später, dass Jörg der Aufbrausende, Waldi der Bösartige, Lumpi und Rüdiger eine Männer-Gruppe gegründet haben. Anna hat in der Ruine ein Hochzeitskleid entdeckt und für Anton einen Anzug. Und wieder einmal fällt er dort beinahe Tante Dorothee in die Hände. In einer Truhe versteckt erfährt Anton von Tante Dorothee von einer geheimnisvollen Bürgerbewegung namens Rettet den Alten Friedhof. Er erfährt auch, dass Geiermeier nach einem Herzinfarkt ins Krankenhaus musste. Die Vampire beschließen nun, in ihre Gruft zurückzukehren. Am nächsten Tag wollen auch Anton und seine Eltern nach Hause und Anton muss die Kleidungsstücke für die verliebte Anna aufbewahren.
9 Der kleine Vampir und der unheimliche Patient
Anton muss wegen seiner verkürzten Frühjahrsferien wieder zum Psychologen. Aber es stellt sich heraus, dass Dr. Schwartenfeger die Bürgerinitiative „Rettet den alten Friedhof“ leitet und selbst auch an Vampire glaubt. Dieser hat sogar ein Desensibilisierungsprogramm für Vampire entwickelt, um diesen die Angst vor dem Sonnenlicht zu nehmen. Dr. Schwartenfeger erzählt Anton, dass er seit kurzem einen geheimnisvollen Patienten hat, von dem er annimmt, dass dieser ein Vampir sei. Zwei Sitzungen später trifft Anton in der Praxis des Psychologen diesen seltsamen Patienten: Er sieht wie ein Vampir aus und riecht auch so muffig. Für Anton gibt es gar keinen Zweifel … der Patient ist ein Vampir. Von Herrn Schwartenfeger erfährt Anton, dass dieser Patient, ein gewisser Igno von Rant, inzwischen schon eine halbe Stunde vor Sonnenuntergang seinen Sarg verlassen kann, aber von sich behauptet, er sei kein Vampir. Außerdem solle sich der Patient für eine verwitwete Vampirdame interessieren, wobei Anton gleich an Tante Dorothee denkt. Anton will nun mehr über diesen Patienten erfahren und weiht seine beiden besten Freunde, Anna und Rüdiger, ein. Diese nehmen ihn aber nicht ernst und glauben nicht, dass der Patient ein Vampir ist. Von Anna erfährt Anton auch, dass die Männergruppe nach der Nagelkür geplatzt ist und dass Lumpi mit Rüdiger zusammen einen Männer-Gesangsverein gegründet hat.
10 Der kleine Vampir in der Höhle des Löwen
Friedhofswärter Geiermeier liegt nach einem Herzinfarkt im Krankenhaus. Unterdessen hat Friedhofsgärtner Schnuppermaul auf dem Friedhof Lumpi kennengelernt. Im Glauben, dass dieser nur für eine Faschingsparty verkleidet ist, lädt er Lumpi, Anna, Rüdiger und Anton zu einer Vampir-Party im Hause Geiermeiers ein. Das Buffet besteht nur aus roten Speisen, als Lumpi aber einen Saft mit Alkohol trinkt, wird ihm übel und die Party ist beendet. Schnuppermaul erkennt in einem späteren Gespräch Anton, der Geiermeier und ihm einmal auf dem Friedhof begegnet war.
Anton und Psychologe Schwartenfeger wollen Rüdiger dazu bringen, bei dem Desensibilisierungsprogramm mitzumachen. Dazu soll der kleine Vampir mit gelber Kleidung, Sonnenbrille und Sonnenschutzcreme ausgestattet werden. Aber Rüdiger ist von dieser Idee nicht sehr begeistert.
11 Der kleine Vampir und der Lichtapparat
In der Familie von Schlotterstein herrscht großer Trubel: Wie es scheint, kommt Olga in vier bis sechs Wochen wieder auf Besuch in die Gruft. Der verliebte Rüdiger will nun doch freiwillig bei den Psychotherapiesitzungen von Herrn Schwartenfeger teilnehmen. Er will sich an die Farbe Gelb gewöhnen und soll vor einem Lichtapparat sitzen, um sich gegen die späteren Sonnenstrahlen abzuhärten. Dies gestaltet sich schwieriger als gedacht, vor allem weil Rüdiger das Programm gegen Sonnenphobie nicht ernst nimmt und öfters mit Anton in Streit gerät.
Tante Dorothee trifft sich mit einem neuen Verehrer. Anna, die als Aufpasserin immer mit zu den Treffen muss, erzählt Anton später, dass ein Igno von Rant der Tante den Hof macht. Anton erkennt, dass es sich beim betreffenden Herrn um den geheimnisvollen Patienten von Dr. Schwartenfeger handelt. Doch Anton bekommt nun selbst neue Probleme: Er hat sich bei seinem Schulfreund Henning mit Windpocken angesteckt und muss nun eine ganze Woche zuhause bleiben.
12 Der kleine Vampir und der rätselhafte Sarg
Anton liegt mit Windpocken im Bett. Von Anna erfährt er, dass Igno von Rant, der neue Verehrer Dorothees, nun probehalber in die Familiengruft der Schlottersteins einziehen will. Anton kommt der Vampir plötzlich sehr verdächtig vor und er hegt Zweifel darüber, ob Igno von Rant wirklich ein Vampir ist: Von Rant soll nämlich nachtblind sein und geht immer zu Fuß, anstatt zu fliegen. Während die anderen Vampire keinen Verdacht schöpfen und über den Gruft-Einzug von Rants bei einem Familienrat beraten wollen, stellt Anton Nachforschungen an und steigt heimlich in das verfallene Haus Igno von Rants ein. Dort findet er im Keller einen seltsamen Sarg, der nagelneu und nicht hunderte von Jahre alt aussieht. Und eines Abends taucht dann plötzlich Olga in Antons Zimmer auf und will ihn zur Vampirhochzeit einladen. Anton weiht Olga in seine Bedenken bezüglich Igno von Rant ein und diese verspricht ihm, der Sache auf den Grund zu gehen.
13 Der kleine Vampir und die große Verschwörung
Anton und Anna wollen mehr über den geheimnisvollen Igno von Rant wissen. Anton besucht die Firma Johann Holzrock – Erdmöbel, um so mehr über den neuen Sarg des Verlobten von Tante Dorothee herauszufinden. Vom Inhaber der Firma, Herrn Holzrock, erfährt Anton erstmals von einem Doktor Gans. Anton vermutet, dass Dr. Gans der „menschliche Gehilfe“ von Igno von Rant sei. Auf der Verlobungs-Generalprobe scheint Igno von Rant plötzlich krank zu sein, was für einen Vampir sehr ungewöhnlich ist. Nachdem Anton Anna gedroht hatte, Olga auf Igno von Rant anzusetzen, verfolgt diese schließlich Doktor Gans von Igno von Rants Unterschlupf zu einem Hotel und gibt Anton Bescheid. Dieser fährt am nächsten Morgen mit dem Fahrrad zum Hotel und sieht zu seinem Erstaunen nicht nur Dr. Ganz, sondern auch Igno von Rant: beide sind anscheinend im Begriff, die Stadt eilig zu verlassen. Unter einem Vorwand schleicht sich Anton ins Hotel und findet heraus, dass die beiden Männer nicht Dr. Gans und Igno von Rant, sondern Hans Egal und August Piepenschnurz heißen. Anton kann unbemerkt in deren Zimmer gelangen und findet im Papierkorb einen Brief und erkennt mit Entsetzen, dass Geiermeier die beiden angeheuert hat, damit sie sich in die Familie von Schlotterstein einschleichen und somit an Geiermeier ausliefern. Dies kam nur zum Scheitern, weil sich Igno von Rant bzw. Professor Piepenschnurz an Antons Windpocken angesteckt hat und nun selbst daran erkrankt ist.
14 Der kleine Vampir und die Klassenfahrt
Anton ist auf Klassenfahrt, eine Woche soll er mit seiner im Schullandheim von Altengraben bleiben. Da seine Lehrerin erkrankt ist, wird diese von seinem Mathematiklehrer Fliegenschneider vertreten. Anna und Rüdiger besuchen ihn zwar nachts, aber die täglichen Wanderungen sind dennoch langweilig und anstrengend. Rüdiger verliebt sich in Antons neue Mitschülerin Viola. Er verlangt nun von diesem, das dieser ihn nun mit Viola bekannt macht. Nach reiflicher Überlegung gibt Anton Rüdiger schließlich als Schauspieler aus, der für eine Rolle in einem Vampirfilm probt. Viola ist begeistert und hofft nun inständig auf eine Rolle im Film. Rüdiger fühlt sich geschmeichelt und kommt so auch über seinen Liebeskummer zu Olga hinweg. Zum Abschluss der Klassenfahrt planen Herr Fliegenschneider und zwei Mütter eine Vampir-Party. Die Idee dazu stammte von Viola, damit Rüdiger sie dort in seinem Vampirkostüm besuchen könnte und nicht auffallen würde. Alle, auch Herr Fliegenschneider, verkleiden sich dementsprechend als Vampire. Wenig später stoßen auch Anna und Rüdiger zur Feier. Doch als Rüdiger merkt, dass sich Viola nur für den Schauspieler Rüdiger interessiert, verlässt er zusammen mit Anna enttäuscht die Feier.
Am nächsten Morgen fährt auch Anton mit seiner Klasse nach Hause. Dort angelangt erzählen sie Antons Mutter begeistert von der tollen Vampirfeier, die sofort ihren Sohn als deren Urheber ansieht. Umso überraschter ist sie, als ihr die Kinder erzählen, dass die Idee dazu von Viola stammte.
15 Der kleine Vampir feiert Weihnachten
Bald ist Weihnachten. Zum Fest hat Antons Mutter vorgeschlagen, seine Freunde, Rüdiger und Anna, einzuladen. Die Vampire sind begeistert und versprechen zu kommen. Lumpi wurde von Schnuppermaul eingeladen, mit ihm und Geiermeier Weihnachten zu feiern. Dafür hatte er zehn Gummi-Tannenbäume vom Dach eines Kaufhauses gestohlen. Anton kann ihn aber dazu überreden, die Bäume wieder zurückzubringen.
Schließlich ist Weihnachten und die Vampirkinder haben sich, mehr schlecht als recht, als Menschen verkleidet und die Haut braun geschminkt. Trotz einigen Zwischenfällen wird das Fest schön. Die Vampire bekommen nach Jahrhunderten wieder das Gefühl, wie es ist, wenn man gemeinsam in einer richtigen Familie Weihnachten feiern kann. Doch plötzlich taucht Lumpi bei Anton auf und die Lage wird für Antons Eltern brenzlig, da Lumpi völlig ausgehungert ist.
16 Der kleine Vampir und Graf Dracula
Die Familie von Schlotterstein ist in die Heimat Transsylvanien zurückgekehrt. Dr. Schwartenfeger überredet Antons Eltern, in den Sommerferien den Urlaub in Siebenbürgen zu verbringen und so Anton endgültig von dessen Fixierung auf Vampire zu heilen. Anton ist dieses nur recht, hat allerdings keine Ahnung, wo die Vampire eigentlich zu finden sind. Er weiß nur, dass er Rüdiger nur dann findet, wenn er „den Spuren von Graf Dracula folgt“. Diesen Hinweis hatte er von Rüdiger noch in Deutschland erhalten. Nacheinander werden viele Sehenswürdigkeiten und einige Stationen der Dracula-Reise im neuen Geländewagen der Eltern besucht, z. B. Schloss Bran, Schäßburg und Weißkirch.
Zufällig erblickt Anton während einer Modenschau im Hotel auf dem Dachvorsprung Anna und Rüdiger. Rüdiger zeigt ihm im Anschluss die neue Behausung der von Schlottersteins, die Kirchenburg Weißkirch. Dort läuft er fast Rüdigers Großtante Brunhilde von Fledderzahn in die Arme. Anton erfährt mit einigem Entsetzen, das Anna nun keine Milch mehr trinkt.
Anton erfährt durch Rüdiger, dass bei einem Angriff der Osmanen das Stammschloss der Schlottersteins niedergebrannt wurde. So zogen sie zu einer Verwandten in die unteren Gewölbe der Kirchenburg zu Weißkirch. Doch durch das ständige Glockenläuten bekamen die Schlottersteins gesundheitliche Probleme und wanderten schließlich nach Deutschland aus. Großtante Brunhilde blieb in der Kirchenburg, da sie das Glockenläuten wegen ihrer Schwerhörigkeit kaum mitbekam. Aber nun hatte ihnen die Großtante mitteilen lassen, dass es in Schwarzgruft, so nennen die Vampire Weißkirch, herrlich „grabesstill“ sei, seit die Siebenbürger Sachsen mit ihrem Pfarrer nach Deutschland ausgewandert seien.
Rüdiger führt Anton sogar auf einem Friedhof, dem Ort der Ruhe, auf dem sich früher die Schlottersteinschen Särge befanden. Anton muss der vampirischen Heimaterde seine Ehrfurcht beweisen. Bei einem späteren Familienfest erscheint Anton als Vampirmädchen „Antonia“ verkleidet an der Seite von Lumpi. Zwar hatte Großtante Brunhilde eine offene Einladung an Graf Dracula ausgesprochen, aber mit dessen Erscheinen rechnet wirklich niemand. Anton lernt Sabine die Schreckliche und Wilhelm den Wüsten näher kennen. Und auch Rüdigers Vater, Ludwig der Fürchterliche, tanzt sogar mit ihm. Plötzlich steht Graf Dracula doch in der Tür und mustert alle Anwesenden kritisch. Er erkennt natürlich sofort Antons Schwindel, sodass dieser mit Hilfe der Vampirkinder fliehen muss. Am Ende von Antons Urlaubsreise erzählen die Vampirkinder Anton stolz, dass sie alle nun von Graf Dracula in die Lehre genommen werden, was eine große Ehre für die Sippe von Schlotterstein sei. Auf seiner Rückreise erfährt Anton entsetzt, dass sich sein Vater eine Dose Erde vom Vampirfriedhof als Andenken eingesteckt hat.
17 Der kleine Vampir und die Tanzstunde
Anton ist langweilig, aber auf einen Tanzkurs, zu dem ihn seine Mutter bewegen will, hat er keine Lust. Er vermutet, dass seine Mutter ihn dort mit Melanie Kaas, der Tochter einer neuen Kollegin, verkuppeln will. Doch Rüdiger und Anna, die nach einem Streit mit Dracula wieder in der Stadt sind, bekunden ebenfalls Interesse an einem Kurs. Sogar Lumpi will mitmachen. Anna ist jedoch auf Antons Tanzpartnerin Melanie eifersüchtig, denn sie will lieber selbst dessen Tanzpartnerin sein. Natürlich verwandeln die Vampire den Kurs in ein Chaos. Alles wird noch schlimmer, als dann auch noch Olga auftaucht.
18 Der kleine Vampir hat Geburtstag
Es ist zwar nicht üblich, dass Vampire ihren Geburtstag feiern, aber Rüdiger wünscht es sich so sehr. Deshalb organisiert Anton für ihn eine Party. Damit sie ungestört feiern können, verkuppelt Anton seinen Tanzlehrer mit Tante Dorothee, indem er ein Blind Date zwischen beiden in einem Theater organisiert und ihnen anonym Karten zukommen lässt. Die Idee hierzu hatte Anton durch seine Eltern bekommen, die am selben Abend ins Theater gehen wollten.
Da die Vampire aber nicht allzu viel Erfahrung mit Kinderspielen bei Geburtstagsfeiern haben, geht es in der Tanzschule schnell drunter und drüber. Lumpi stört wie so oft am meisten und Olga versucht wie immer im Mittelpunkt zu stehen. Aber Rüdiger ist dennoch über das Fest und die Geschenke erfreut.
Doch plötzlich tauchen Tanzlehrer Schwanenhals und Tante Dorothee in der Schule auf und Anton sowie die Vampirkinder können sich gerade noch rechtzeitig aus dem Staub machen. Schwanenhals ist entsetzt über das Chaos in seiner Tanzschule, wird aber von Tante Dorothee beschwichtigt; sie hatte noch die Kinder verschwinden sehen!
Nach diesem Blind Date verliebt sich Tanzlehrer Schwanenhals in Tante Dorothee und macht ihr nun den Hof, ohne zu ahnen, in welcher Gefahr er jetzt schwebt. Als Anton zur nächsten Tanzstunde kommt, ist die Tanzschule bis auf das weitere geschlossen und von Anna und Rüdiger erfährt er, dass Tanzlehrer Schwanenhals mit Tante Dorothee nach Mecklenburg gefahren ist, um diese seinen Eltern vorzustellen.
19 Der kleine Vampir und die Gruselnacht
Von der Stadtbibliothek erhält Anton eine Einladung zu einer Gruselnacht. Natürlich findet er das langweilig, denn mit den Vampiren hat er schon genügend Gruseliges erlebt. Die Gruselnacht soll mit dem Höhepunkt enden, dass die Teilnehmer nachts auf den Friedhof gehen. Anton vermutet Geiermeier und Schnuppermaul hinter dieser Aktion. Er teilt seine Bedenken Lumpi mit und dieser sieht die Chance auf ein Festessen. Für Anton beginnt damit wieder der Stress, denn er muss nicht nur die Kinder auf der Gruselnacht vor den Vampiren, sondern auch die Vampire vor Geiermeier und Schnuppermaul retten. Doch dummerweise fällt Anton bei dem Versuch Wilhelm dem Wüsten in die Hände, dem Großvater der Vampirkinder. Doch dieser hält ihn für ein neues Mitglied aus Lumpis Männergruppe. Als Wilhelm der Wüste ihn nach seinem Namen fragt, stellt sich Anton ihm gegenüber als Tommy Linsenbeutel vor, der ursprünglich aus Österreich stammt. Doch gelingt es den übrigen Vampiren zwei Kinder aus Antons Gruppe in die Gruft zu verschleppen. Doch etwas später kann Anton, nun mit der Hilfe seiner Freunde Anna und Rüdiger, die Kinder befreien und in Sicherheit bringen.
Aber auch für die Friedhofswärter ist dieser nächtliche Ausflug der Kinder auf dem Friedhof unvergesslich. Sie werden von den erwachsenen Vampiren in den Zoo verschleppt und bei den Giraffen an einem Baum aufgehängt. In dieser Nacht erkennt auch Schnuppermaul, dass sein „Freund“ Lumpi in Wahrheit ein Vampir ist, nachdem dieser ihn beißen wollte.
20 Der kleine Vampir und die letzte Verwandlung
Anton ist mit seinem Vater allein zuhause, da seine Mutter auf Klassenfahrt ist. Da besucht ihn Lumpi und bittet ihn, sich in seinem Namen bei Schnuppermaul zu entschuldigen. Und wirklich: Auch Schnuppermaul ist an einer weiteren Freundschaft mit Lumpi gelegen. Durch Lumpi erfährt Anton, dass Tante Dorothee mit Giselher dem Geschmeidigen einen neuen „Lebens-“Gefährten hat. Giselher hat eine auffallende Vorliebe für deutsche Begriffe, und so vermutet Anton schnell, dass hinter Giselher nur sein ehemaliger Tanzlehrer Schwanenhals stecken könnte.
Ein paar Nächte später taucht zu Antons Entsetzen Olga bei ihm auf. Sie lädt ihn nun zur wichtigsten Vampirfeier ein, zum „Vampirschlag“ Giselhers und der damit verbundenen „Nacht der letzten Verwandlung“. Notgedrungen stimmt Anton zu und so fliegen beide später zur Vampirfeier. So erlebt Anton die endgültige Verwandlung des Menschen Schwanenhals in den Vampir Giselher mit. Diese Verwandlung und das dazugehörige Ritual ist so grauenvoll, dass er in Ohnmacht fällt. Olga nutzt diese Ohnmacht aus und beißt Anton, um diesen so zu ihrem Sklaven zu machen. Wenig später geraten Olga und Rüdiger wegen Anton in Streit. Und als sich Rüdiger nun zwischen Olga und Anton entscheiden muss, fällt seine Wahl auf Anton, seinen ältesten und besten Freund. Daraufhin beschimpft Olga Rüdiger wüst und dieser erkennt nun endgültig, dass er nur ein Spielzeug Olgas ist. Anton trifft etwas später auf Lumpi, der sehr erstaunt auf die Tatsache reagiert, dass Olga Anton gebissen hat.
Anton ist nach dem Vampirbiss jedoch sehr erschöpft und lässt sich von Lumpi nach Hause bringen. Sein Vater bemerkt die Bissspuren, vermutet aber exotische Mücken, vor allem die „Tigermücke“, dahinter. Im Badezimmer kann sich Anton kaum im Spiegel erkennen, da sein Spiegelbild verschwimmt. Von Anna, die ihn am nächsten Abend besucht, erfährt Anton, dass er diese Bissmale nie wieder verlieren wird und so immer an die „Nacht der letzten Verwandlung“ erinnert werden würde. Aber er erhält von Anna eine seltene Salbe, die seine Schmerzen lindert. Anna erklärt ihm, dass sie sich nun auch damit abgefunden hat, dass Anton kein Vampir werden will. Sie erzählt ihm aber auch, dass sie zur Nachfolgerin der Elisabeth der Naschhaften ausgewählt wurde und nun die Stadt verlassen wird, um bei ihrer Ur-Ur-Urahnin in die Lehre zu gehen. Anton wiederum ist erstaunt, wie erwachsen Anna plötzlich auf ihn wirkt, obwohl sie noch immer im Körper eines Kindes steckt. Denn er hatte ja mit Entsetzen bei der „Nacht der letzten Verwandlung“ erlebt, dass aus Anna nun doch ein richtiger Vampir geworden ist.
Bei ihrem Abschied erkennt Anton traurig, dass er Anna tatsächlich liebt, dass sie seine erste große Liebe ist. Er gesteht sich ein, dass er liebend gerne Kinder mit ihr hätte. Aber das geht ja nicht, da er ein Mensch und sie ein Vampir ist. Sein Freund Rüdiger versucht nun Anton aufzuheitern, indem er ihn an den Beginn ihrer Freundschaft erinnert, als es Anna noch nicht in Antons Leben gab.
Ein paar Tage später kommt auch Antons Mutter von der Klassenfahrt nach Hause und sie erkennt die Bissspuren als das, was sie sind. Aber sie kann Anton und dessen Vater nicht beweisen, dass es keine Stiche der exotischen Tigermücke sind, und so lässt sie die Sache auf sich beruhen. Als Anton am Abend ins Bett geht, öffnet er sein Kinderzimmerfenster und erwartet mit freudigem Herzen die Vampire.
21 (a) Der kleine Vampir und die Frage aller Fragen (alte Fassung)
Sommerferien und Anton weiß nicht, wie er diese sinnvoll verbringen soll. Zudem hat er nun auch familiäre Probleme: Seine Eltern haben sich getrennt und er wechselt nun zwischen diesen hin und her. Doch richtig zugehörig fühlt er sich nicht mehr …
Vielmehr fragt er sich, ob das mit Olgas Vampirbiss zusammenhängen könnte und ob er inzwischen vielleicht doch mehr Vampir als Mensch ist. Seine besten Freunde, Rüdiger und Anna, kann er nicht fragen: Er hat diese seit dreihundertdreiundvierzig Nächte nicht mehr gesehen. Er weiß nur: Anna ist zur Obervampirin ernannt worden und hat eine dementsprechende „Ausbildung“ durchlaufen.
Umso mehr ist er überrascht, als Anna eines Nachts unerwartet auf seiner Fensterbank sitzt. Anton ist erschrocken, wie erwachsen seine beste Freundin inzwischen auf ihn wirkt. Anna besitzt zwar immer noch den Körper eines kleinen Kindes, doch ihre Einstellung und ihr Verhalten erinnern ihn mehr an eine Erwachsene. Anna bittet Anton, ins Zimmer kommen zu dürfen. Sie erklärt zudem, dass sie als Obervampirin nun eine Reihe von Aufgaben verrichten müsse und daher nicht mehr über die Zeit verfüge, die sie gern mit ihm, Anton verbringen würde. Daher erkundigt sie sich, ob Anton die Sommerferien mit ihr verbringen würde. Anton ist perplex, das hatte er nicht erwartet. In dieser Zeit, so Anna, würde sie ihm, Anton, die „Frage aller Fragen“ drei Mal stellen und Anton solle sich seine Antwort ausführlich überlegen.
Anton überlegt, wie er seine Eltern überzeugen kann. Schließlich sollte er ja mit seiner Mutter und ihrem neuen Freund die Ferien in den Bergen verbringen. Daher lautete die elterliche Antwort, wie von ihm erwartet, auch „Nein“. Anna sei ein Kind und könne keine Verantwortung für ihn tragen. So weit waren sich seine Eltern einig. Das teilen sie auch Anna und deren „Erziehungsberechtigten“, Großtante Brunhilde, mit, als sie die Eltern diesbezüglich aufsuchen. Dieses „Nein“ der Eltern ruft in Anton einen wütenden Widerstand gegen diese auf. Natürlich würde er die Ferien mit Anna verbringen, so sein Entschluss. Daher packt er seine sieben Sachen, hinterlässt seinen Eltern einen Brief, in dem er ihnen sein Verschwinden erklärt.
Anna führt Anton nun zu einer alten Villa. Hier sollen sie für die nächsten Wochen im Keller wohnen. Er wird später erfahren, dass diese Villa einem Professor gehört, der dort mit seiner schwer kranken Tochter wohnt. Es wundert ihn, dass der Professor Anna als Vampir akzeptiert und sie bei sich wohnen lässt. Anna sei gut für seine Tochter, erklärt der Professor, zu dem Anton nach und nach ein Vater-Sohn-Verhältnis aufbaut. Während der Zeit in der Villa fragt Anna ihn zwei Mal, ob er Vampir werden wolle. Er verneint jedoch. Nur er wundert sich selbst, dass sein „Nein“ nur noch zögerlich und nicht mehr so überzeugend kommt.
Nach und nach erfährt er, dass Anna sich von der Tochter des Hauses, die Anton inzwischen als neue Freundin akzeptiert hat, ernährt. Der Professor erklärt, seine Tochter sei schwer krank und Anna könne sich von ihr ernähren, da deren Vampirmedizin, die sie im Gegenzug an die Tochter weitergibt, diese am Leben erhalte. Anna fragt ihn erneut, ob Anton Vampir werden wolle; dieses war das dritte Mal. Er bittet sich Bedenkzeit aus.
Er sucht heimlich seinen Vater und dessen neue Freundin auf, die eine etwas ältere Tochter hat. Zu seinem Erstaunen stellt Anton fest, dass sein Vater trotz seines Verschwindens gute Laune hat und sich mit seiner neuen Familie prächtig amüsiert.
Auch die Mutter, die er kurz zuvor aufgesucht und heimlich beobachtet hatte, schien Anton nicht wirklich zu vermissen. Und diese Erkenntnis führt Anton zum Entschluss, Vampir werden zu wollen. Er würde im Leben seiner Eltern kein so großes Loch hinterlassen, ist er sich nun sicher.
Er beschließt, Anna aufzusuchen und trifft diese auf dem Weg. Sie hat Rüdiger im Schlepptau. Ob er sich entschieden habe, fragt ihn Anna. Er bekräftigt und Anna ist erleichtert. Rüdiger fordert aber von Anna ein, dass er Anton verwandeln würde, schließlich sei er Antons bester Freund. Anna ist einverstanden und so entschwinden die drei Freunde im Dunkel der Nacht.
21 (b) Der kleine Vampir – Dein Freund für immer (neue Fassung)
Seit dreihundertdreiundvierzig Nächten hat Anton nichts von seinen besten Freunden, dem kleinen Vampir Rüdiger und dessen Schwester Anna, gehört. Umso überraschter ist er, als diese eines Nachts auf seinem Fensterbrett sitzt.
Als Obervampirin hat Anna eine Vielzahl von Aufgaben und sie bittet Anton, über die Sommerferien ihr bei zahlreichen Aufgaben zur Seite zu stehen. Anton willigt ein: Denn seit seine Eltern getrennt leben, haben diese offensichtlich keine Zeit mehr für ihn!
Anna erklärt zudem, sie würde ihm, Anton, dreimal die Frage einer unwiderruflichen Frage stellen, deren Antwort er sich gut überlegen solle: Will er, Anton, Vampir werden oder nicht?
Zusammen mit seiner Freundin Anna erlebt Anton eine Reihe Abenteuer und lernt neue Personen kennen, die beginnen, Einfluss auf sein Leben zu nehmen. 
Zweimal weicht er Annas Frage, ob er Vampir werden wolle, aus. Beim dritten Mal entscheidet sich Anton, weiterhin ein Mensch zu bleiben.

## Buchausgaben
Die Bücher erschienen zunächst im Rowohlt Verlag, als rororo-Rotfuchs Bände, mit Illustrationen von Amelie Glienke (Altersangabe ab 6 Jahre):
- 1979 – Der kleine Vampir, ISBN 3-499-20216-6
- 1980 – Der kleine Vampir zieht um, ISBN 3-499-20245-X
- 1982 – Der kleine Vampir verreist, ISBN 3-499-20297-2
- 1983 – Der kleine Vampir auf dem Bauernhof, ISBN 3-499-20325-1
- 1985 – Der kleine Vampir und die große Liebe, ISBN 3-499-20389-8
- 1985 – Der kleine Vampir in Gefahr, ISBN 3-499-20401-0
- 1986 – Der kleine Vampir im Jammertal, ISBN 3-499-20435-5
- 1988 – Der kleine Vampir liest vor, ISBN 3-499-20445-2

Fortsetzung ab Band Nr. 9 zunächst unter der Bezeichnung Anton und der kleine Vampir im C. Bertelsmann Verlag als Hardcover-Einband mit teilweise farbigen Illustrationen von Magdalene Hanke-Basfeld und Suat Yalaz:
- 1989 – Anton und der kleine Vampir – Der geheimnisvolle Patient, ISBN 3-570-20084-1
- 1989 – Anton und der kleine Vampir – In der Höhle des Löwen, ISBN 3-570-04942-6
- 1989 – Anton und der kleine Vampir – Das rätselhafte Programm, ISBN 3-570-20087-6
- 1989 – Anton und der kleine Vampir – Böse Überraschungen, ISBN 3-570-04944-2
- 1989 – Anton und der kleine Vampir – Die große Verschwörung, ISBN 3-570-04945-0
- 1990 – Anton und der kleine Vampir – Die Klassenfahrt, ISBN 3-570-04946-9
- 1990 – Anton und der kleine Vampir – Fröhliche Weihnachten, ISBN 3-570-03404-6
- 1993 – Anton und der kleine Vampir – Die Reise zu Graf Dracula, ISBN 3-570-20128-7

Für die erneute Ausgabe der Bücher 9 bis 16 wurden die Titel für den Rowohlt Verlag leicht abgeändert, wiederum unter der alten Bezeichnung Der kleine Vampir:
- 2000 – Der kleine Vampir und der unheimliche Patient, ISBN 3-499-21133-5
- 2000 – Der kleine Vampir in der Höhle des Löwen, ISBN 3-499-21134-3
- 2000 – Der kleine Vampir und der Lichtapparat, ISBN 3-499-21135-1
- 2000 – Der kleine Vampir und der rätselhafte Sarg, ISBN 3-499-21136-X
- 2000 – Der kleine Vampir und die große Verschwörung, ISBN 3-499-21137-8
- 2000 – Der kleine Vampir und die Klassenfahrt, ISBN 3-499-21138-6
- 2000 – Der kleine Vampir feiert Weihnachten, ISBN 3-499-21139-4
- 2001 – Der kleine Vampir und Graf Dracula, ISBN 3-499-21140-8

Fortsetzung ab Band Nr. 17 ebenfalls im Rowohlt Verlag:
- 2001 – Der kleine Vampir und die Tanzstunde, ISBN 3-499-21141-6
- 2001 – Der kleine Vampir hat Geburtstag, ISBN 3-499-21171-8
- 2006 – Der kleine Vampir und die Gruselnacht, ISBN 3-499-21360-5
- 2008 – Der kleine Vampir und die letzte Verwandlung, ISBN 3-499-21459-8
- 2015 – Der kleine Vampir und die Frage aller Fragen, ISBN 3-499-21725-2

## Fernsehserien und Filme
- Der kleine Vampir (1985), 13-teilige Fernsehserie als deutsch-kanadisch-britische Co-Produktion. Als Vorlage dienten die beiden Bücher Der kleine Vampir und Der kleine Vampir zieht um. Die Rollen waren durchweg mit kanadischen Schauspielern besetzt, mit Ausnahme des Vampirjägers Geiermeier. Dieser wurde von Gert Fröbe in einer seiner letzten Rollen dargestellt.
- Der kleine Vampir – Neue Abenteuer, Fernsehserie von 1993 aus deutscher Produktion (u. a. mit Peter Lohmeyer als Antons Vater und Dominique Horwitz als Vampirjäger Stöbermann). Die Serie basierte auf den beiden Kinderbüchern Der kleine Vampir verreist und Der kleine Vampir auf dem Bauernhof. Die 13-teilige Kinderserie lief ab dem 5. Dezember 1993 im Ersten.
- Der kleine Vampir (2000), Kinderfilm unter US-amerikanischer Koproduktion mit Deutschland und den Niederlanden. Diese Verfilmung entstand frei nach dem gleichnamigen Roman und hat mit der Handlung des Buches nicht viel gemeinsam (z. B. fliegende Kühe und Angst vor dem Kreuz).
- Der kleine Vampir (2017), Animationsfilm, der frei nach dem gleichnamigen Spielfilm von 2000 und der gleichnamigen Kinderbuchreihe als deutsch-niederländisch-dänisch-britische Koproduktion entstand. Kinostart in Deutschland war der 26. Oktober 2017.
- Im Oktober 2024 wurde bekanntgegeben, dass eine neue Fernsehserie gemeinsam von Warner Bros. ITVP Germany and Frisbeefilms in Arbeit ist.[8][9]

## Musical, Figurentheater und Tanztheater
- 1998 war die Uraufführung eines Musicals über den kleinen Vampir. Die Inszenierung erfolgte durch die Kölner Cocomino Theaterprojekte, siehe Christoph Hilger. Die Musik des Musicals wurde als Musikkassette und CD herausgegeben.
- 2001 erfolgte in Norwegen von Dans Design ein Tanztheater unter dem Titel Den vesle vampyren.
- Von Oktober bis Dezember 2002 zeigte das Hamburger Imperial Theater ein Stück nach der Buchfolge Der kleine Vampir feiert Weihnachten auf.
- Das Hohenloher Figurentheater führte ab 2004 den ersten Band als Puppentheater mit Marionetten auf. Das Stück gewann 2004 den 1. Platz des Raben-Theaterpreises des Wiesbadener Figurentheaterfestivals.

## Hörspiele / Hörbuch
- Hörspiele zu den Büchern erschienen anfangs bei Poly (Folge 1 bis 4).
- Karussell brachte die Folgen 1 bis 6 heraus (1 bis 4 1983, 5 und 6 1986). Erzähler war Peter Lustig.
- Die Folgen 1 bis 8 wurden später mit neuen Sprechern von Europa und dann von Ariola herausgegeben.
- Ab dem Jahr 2000 brachte Europa die Folgen 1 bis 8 und die neuen Folgen 9 bis 18 mit neuen Covern heraus.

### Folgenübersicht der Europa-Hörspiele
| Nummer | Titel                                         | Jahr der Veröffentlichung |
| ------ | --------------------------------------------- | ------------------------- |
| 01     | Der kleine Vampir                             | 1989 / 2004               |
| 02     | Der kleine Vampir zieht um                    | 1989 / 2004               |
| 03     | Der kleine Vampir verreist                    | 1989 / 2004               |
| 04     | Der kleine Vampir auf dem Bauernhof           | 1989 / 2004               |
| 05     | Der kleine Vampir und die große Liebe         | 1989 / 2004               |
| 06     | Der kleine Vampir in Gefahr                   | 1989 / 2004               |
| 07     | Der kleine Vampir im Jammertal                | 1989 / 2004               |
| 08     | Der kleine Vampir liest vor                   | 1989 / 2004               |
| 09     | Der kleine Vampir und der unheimliche Patient | 1990 / 2004               |
| 10     | Der kleine Vampir in der Höhle des Löwen      | 1990 / 2004               |
| 11     | Der kleine Vampir und der Lichtapparat        | 1990 / 2004               |
| 12     | Der kleine Vampir und der rätselhafte Sarg    | 1990 / 2004               |
| 13     | Der kleine Vampir und die große Verschwörung  | 1990 / 2004               |
| 14     | Der kleine Vampir und die Klassenfahrt        | 1993 / 2004               |
| 15     | Der kleine Vampir feiert Weihnachten          | 1993 / 2004               |
| 16     | Der kleine Vampir und Graf Dracula            | 1993 / 2004               |
| 17     | Der kleine Vampir und die Tanzstunde          | 2004                      |
| 18     | Der kleine Vampir hat Geburtstag              | 2004                      |

### Hörbuch-Reihe
Seit 2019 gibt der Argon Verlag eine Hörbuchreihe heraus, die jedes halbe Jahr ergänzt wird. Sprecherin ist Katharina Thalbach, die Musik stammt von Henrik Albrecht.
Bisher sind erschienen:
Band 01: Angela Sommer-Bodenburg: Der kleine Vampir, Argon Sauerländer Audio, Berlin 2019,
ISBN 978-3-8398-4199-0.
Band 02: Angela Sommer-Bodenburg: Der kleine Vampir zieht um, Argon Sauerländer Audio, Berlin 2019,
ISBN 978-3-8398-4200-3.
Band 03: Angela Sommer-Bodenburg: Der kleine Vampir verreist, Argon Sauerländer Audio, Berlin 2019,
ISBN 978-3-8398-4201-0.
Band 04: Angela Sommer-Bodenburg: Der kleine Vampir auf dem Bauernhof, Argon Sauerländer Audio, Berlin 2020,
ISBN 978-3-8398-4204-1.
Band 05: Angela Sommer-Bodenburg: Der kleine Vampir und die große Liebe, Argon Sauerländer Audio, Berlin 2020,
ISBN 978-3-8398-4205-8.
Band 06: Angela Sommer-Bodenburg: Der kleine Vampir in Gefahr, Argon Sauerländer Audio, Berlin 2020,
ISBN 978-3-8398-4227-0.
Band 07: Angela Sommer-Bodenburg: Der kleine Vampir im Jammertal, Argon Sauerländer Audio, Berlin 2020,
ISBN 978-3-8398-4228-7.
Band 08: Angela Sommer-Bodenburg: Der kleine Vampir liest vor, Argon Sauerländer Audio, Berlin 2021,
ISBN 978-3-8398-4241-6
Band 09: Angela Sommer-Bodenburg: Der kleine Vampir und der unheimliche Patient, Argon Sauerländer Audio, Berlin 2021,
ISBN 978-3-8398-4242-3
Band 10: Angela Sommer-Bodenburg: Der kleine Vampir in der Höhle des Löwen, Argon Sauerländer Audio, Berlin 2021,
ISBN 978-3-7324-4251-5
Band 11: Angela Sommer-Bodenburg: Der kleine Vampir und der Lichtapparat, Argon Sauerländer Audio, Berlin 2021,
ISBN 978-3-7324-4252-2
Band 12: Angela Sommer-Bodenburg: Der Kleine Vampir und der rätselhafte Sarg, Argon Sauerländer Audio, Berlin 2022,
ISBN 978-3-8398-4270-6
Band 13: Angela Sommer-Bodenburg: Der kleine Vampir und die große Verschwörung, Argon Sauerländer Audio, Berlin 2022,
ISBN 978-3-8398-4271-3
Band 14: Angela Sommer-Bodenburg: Der kleine Vampir und die Klassenfahrt, Argon Sauerländer Audio, Berlin 2022,
ISBN 978-3-8398-4283-6
Band 15: Angela Sommer-Bodenburg: Der kleine Vampir feiert Weihnachten, Argon Sauerländer Audio, Berlin 2022,
ISBN 978-3-8398-4284-3
Band 16: Angela Sommer-Bodenburg: Der kleine Vampir in Transsylvanien, Argon Sauerländer Audio, Berlin 2023,
ISBN 978-3-7324-4294-2
Band 17: Angela Sommer-Bodenburg: Der kleine Vampir in der Tanzschule
Argon Sauerländer Audio, Berlin 2023, ISBN 978-3-7324-4295-9
Band 18: Angela Sommer-Bodenburg: Der kleine Vampir hat Geburtstag, Argon Sauerländer Audio Berlin 2023
ISBN 978-3-8398-4303-1
Band 19: Angela Sommer-Bodenburg: Der kleine Vampir und die Gruselnacht, Argon Sauerländer Audio Berlin 2023
ISBN 978-3-8398-4304-8
Band 20: Angela Sommer-Bodenburg: Der kleine Vampir und die Letzte Verwandlung
Argon Sauerländer Audio Berlin 2024 (angekündigt für 24. April 2024), ISBN 978-3-8398-4313-0
Band 21: Angela Sommer-Bodenburg: Der kleine Vampir: Dein Freund für immer
Argon Sauerländer Audio Berlin 2024 (angekündigt für 24. April 2024), ISBN 978-3-8398-4314-7
Im August 2022 gab es eine Sammelbox mit den ersten vier Bänden.
Titel: Der kleine Vampir – Die schaurig-schöne Gruselkiste, Argon Sauerländer Audio, Berlin 2022,
ISBN 978-3-8398-4253-9

## Comics
1991 erschienen im Bastei-Verlag 6 Sammelbände und 18 Einzelfolgen als Comic. Die Zeichnungen führte, wie schon bei den Bertelsmann-Büchern, Suat Yalaz aus. Die Geschichten stimmen nicht mit den Handlungen der Bücher überein und stammen nicht von Angela Sommer-Bodenburg.
Die Ausgaben sind mittlerweile vergriffen, eine Neuauflage ist nicht vorgesehen:
- Verabredung um Mitternacht
- Ein Vampir beim Zahnarzt
- Der geheimnisvolle Dieb / Anton und das Rätsel des verschwundenen Schmucks
- Ein spannender Segeltörn / Die Freunde jagen eine geheimnisvolle Schmuggler-Bande
- Vampire beim Einkaufbummel / Wie Antons Freunde das Kaufhaus auf den Kopf stellen
- Der Löwe ist los / Vampire und die große Zirkus-Sensation
- Ein Pauker aus Transsylvanien / Anton und das Geheimnis der gruseligen Theaterproben
- Auf frischer Tat ertappt / Wie Anton den Vampirjäger austrickst
- Lumpis wilde Fahrt / Die Vampire werden von der Polizei gejagt
- Heiße Jagd auf einen Retter / Wie ein Kostüm Anton aus der Klemme half
- Wenn die Kino-Leinwand lebt / Wie Anton und Rüdiger eine Sondervorstellung geben
- Geisterstunde im Spuk-Schloss / Anton macht eine geheimnisvolle Entdeckung
- Spuk im Museum / Wenn Statuen Schreie ausstoßen
- Ein Vollbad für die Friedhofswärter / Wie Anna gerettet wurde
- Elefantenjagd nach Mitternacht / Die Falle auf dem alten Friedhof
- Geiermeiers Vampir-Flugstunde / Wie die Freunde in Not geraten
- Rüdiger in Nöten / Anton hat die rettende Idee
- Wenn Vampire Liebesgrüße schicken… / Wie Anton die süße Susanne kennenlernt

## Trivia
Die Autorin wohnte, während sie den kleinen Vampir schrieb, in dem schleswig-holsteinischen Dorf Prinzenmoor. Dieses Dorf diente für verschiedene Handlungsorte des Buches als Vorbild.

## Sekundärliteratur
- Gundel Mattenklott: Der kleine Vampir und Das Biest, das im Regen kam. In: Zauberkreide, Kinderliteratur seit 1945. J. B. Metzler, Stuttgart 1989, ISBN 3-596-12053-5.
- Swantje Ehlers: Der kleine Vampir – Literarische Texte lesen lernen. Ernst Klett Verlag, München 1992, ISBN 3-12-675550-X.
- Matthew Bunson: Das Buch der Vampire. Von Dracula, Untoten und anderen Fürsten der Finsternis – Ein Lexikon. 1. Auflage. Scherz Verlag, Bern, München, Wien 1997, ISBN 3-502-15090-7, S. 146.